# Моцарт, Давид

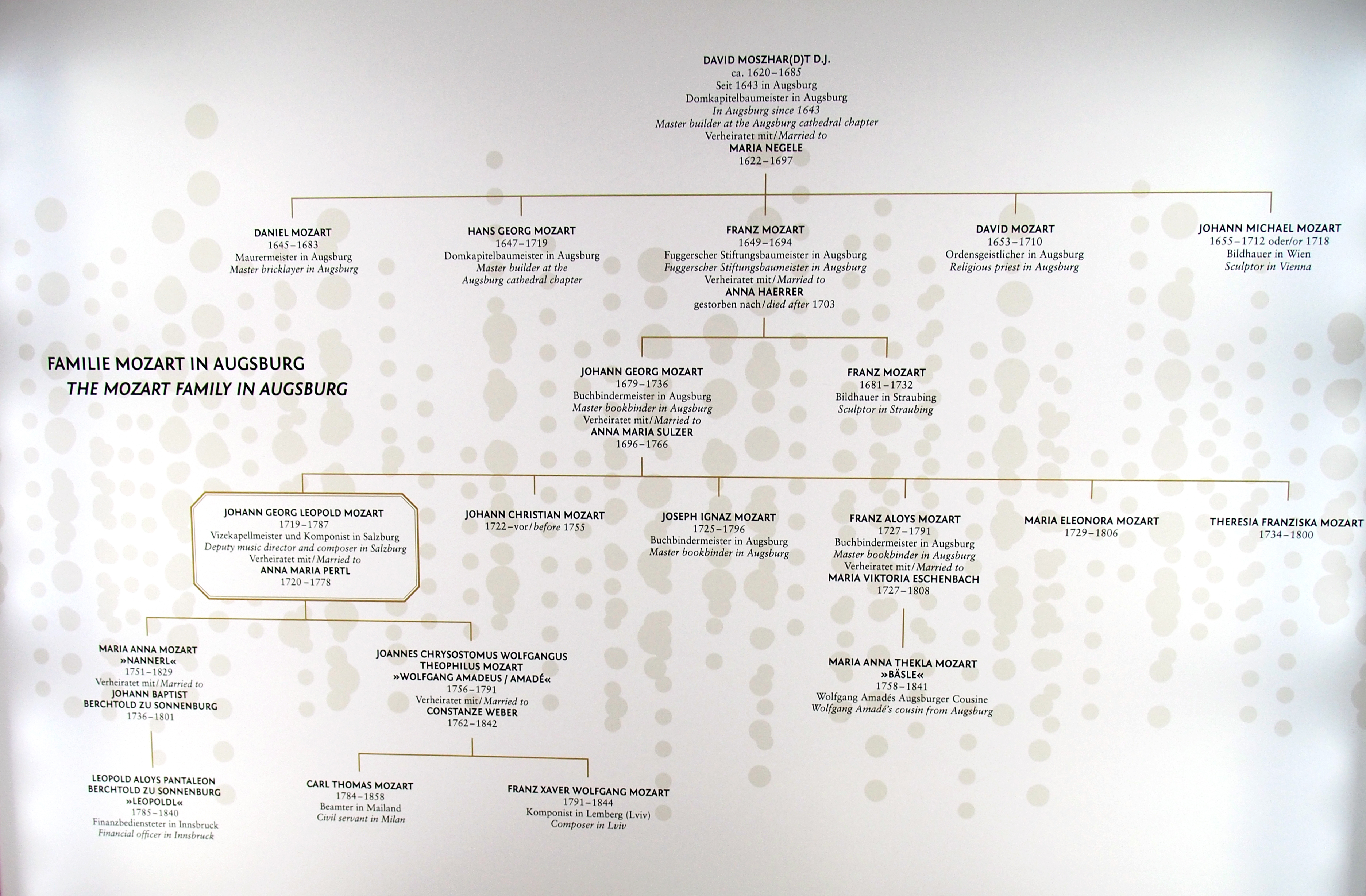
Генеалогическое древо семьи Моцартов.

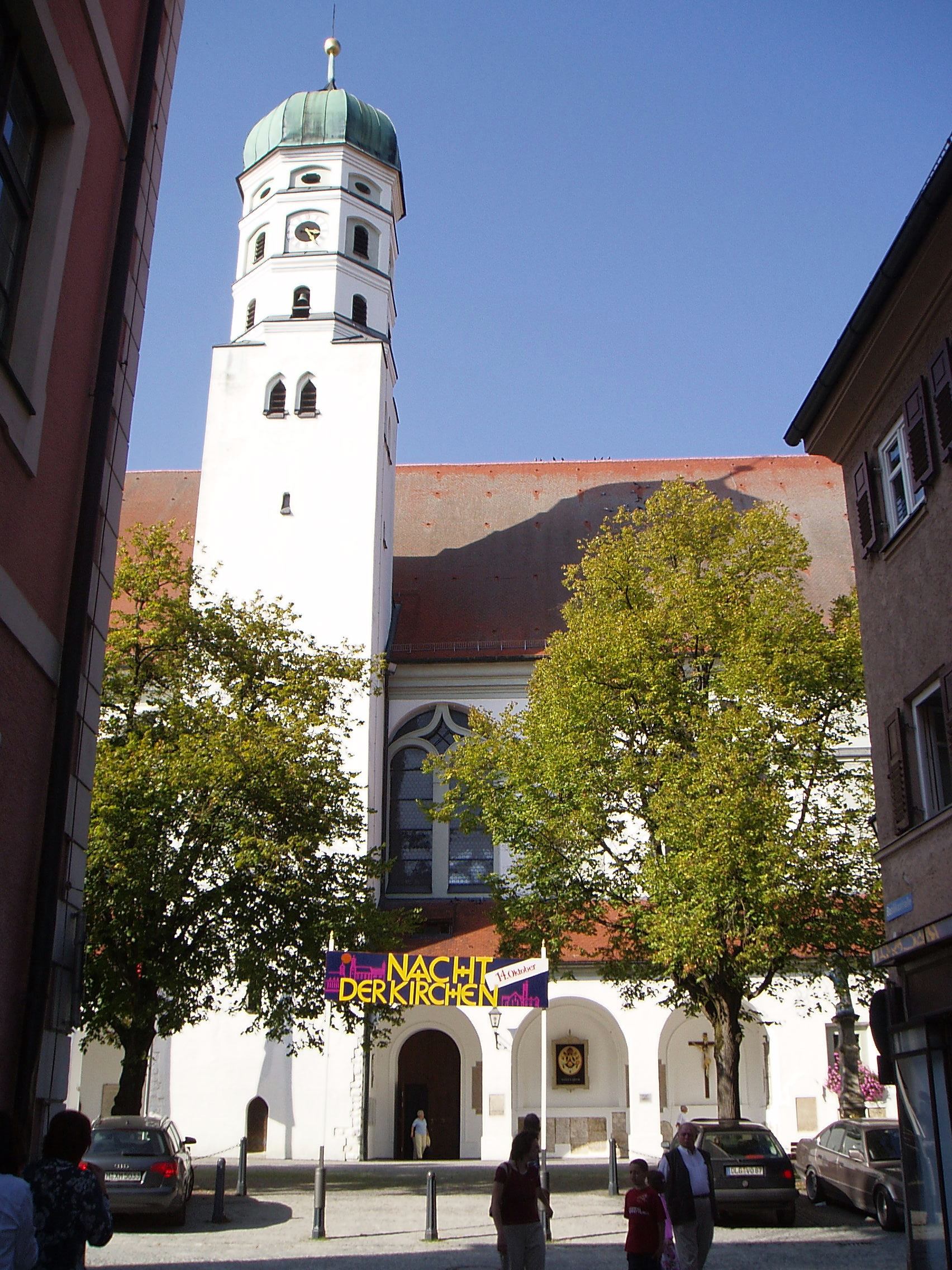
Башня Святого Петра в Диллингене.

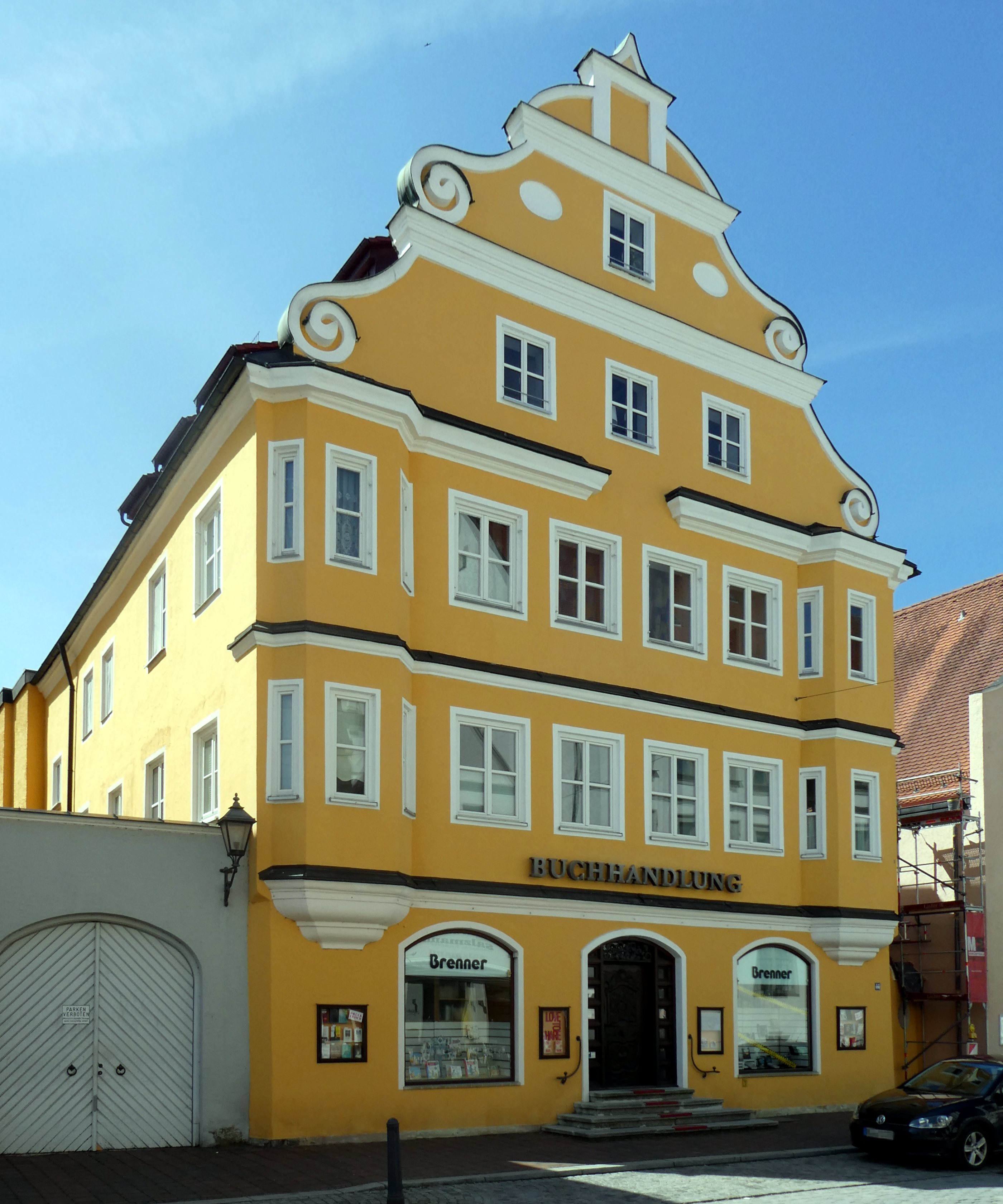
Дом на Кёнигштрассе 44 в Диллингене.

Давид Моцарт (нем. David Mozart; 1620, 1621 или 1622, Пферзее — 28 января 1685, Аугсбург), также Мотцхарт (нем. Motzhart) или Моцхардт (нем. Motzhardt) — немецкий каменщик и мастер-строитель периода барокко. Он — первый Моцарт, известный как ремесленник, и родоначальник семьи, из которой вышли мастера-строители, скульпторы и музыканты — самый известный среди которых его праправнук Вольфганг Амадей Моцарт.

## Биография
Отец Давида Моцарта — Давид Моцхардт (нем. David E. Motzhardt) был мелким фермером-арендатором, который около 1608 года переехал из Лейтерсхофена (деревня, ныне район города Штадтберген) в Пферзее (ныне район Аугсбурга). На протяжении нескольких поколений семья Моцхардтов арендовали у монастыря Кайсхайм небольшую ферму, которой с 1506 года управлял Ганс Мотцхарт, дед Давида Моцарта. Дядя Давида, Джерг Моцарт, с 1606 года был судьей в Пферзее.
Отец Давида умер когда тот был ещё маленьким ребёнком. Его мать, Анна, умерла в 1636 году и мальчик перешёл на попечение своего дяди Даниеля Веллера, каменщика, который был руководителем строительства в Аугсбурге. Дядя обучил племянника ремеслу кладки кирпича у Даниэля Веллера. В январе 1643 года Моцарт подал заявление о получении гражданства вольного города Аугсбурга и через несколько дней получил его; его поручителями были Веллер и городской бригадир Кароля Дитц, преемника Элиаса Холля. В 1665 году Моцарт стал мастером-каменщиком, а в 1671 году возглавил городскую гильдию каменщиков.

## Работы
Среди сохранившихся до нашего времени зданий, которые, безусловно, можно отнести к Давиду Моцарту, есть:
- Частный дом на Херренштрассе, ныне Кёнигштрассе 44, в Диллингене (1661—1665)[4]
- Башня приходской церкви Святого Петра в Диллингене (1669)[5]

Башня паломнической церкви Богоматери в Моосе в Киклингене (ныне Диллинген), которую Моцарт завершил в 1673 году, позже была снесена. Не сохранились также дома в Диллингене, построенные в 1680 году при участии его сына Ганса Георга. В Аугсбурге, помимо дома в Якоберфорштадте, дома работы Давида Моцарта можно найти только в Фуггерай.

## Семья
Всего через месяц после получения аугсбургского гражданства Моцарт женился на Марии Негеле (1622—1697) в Аугсбургском соборе и переехал в Якоберфорштадт (район Аугсбурга). У него было пять сыновей и четыре дочери; все были крещены в Аугсбургском соборе, хотя в Якоберфорштадт был свой приход. Трое его сыновей также стали каменщиками: Даниэль (1645—1683), Ганс Георг и Франц, прадед Вольфганга Амадея Моцарта. Давид (1653—1710) поступил в орден августинцев, а Иоганн Михаэль (1653—1718) стал скульптором. Сыновья Ганс Георг и Франц, скорее всего, прошли обучение у отца.